# 汐澤安彦
汐澤 安彦（しおざわ やすひこ、1938年9月3日 - 2025年1月7日）は、日本の指揮者。新潟県上越市出身、東京吹奏楽団名誉指揮者、東京音楽大学名誉教授。本名、飯吉靖彦。

## 概要
これまで、新星日本交響楽団など全国各主要オーケストラを指揮しているが、特に吹奏楽での活動が顕著であり、東京吹奏楽団、シエナ・ウインド・オーケストラ、東京佼成ウインドオーケストラ、東京アカデミック・ウインドオーケストラ（現：ジャパンスーパーバンド）、フィルハーモニア・ウィンド・アンサンブル（現：ニューフィルハーモニア・ウィンド・オーケストラ）、東京音楽大学シンフォニックウインドアンサンブル、その他多くのアマチュア吹奏楽団を指揮し、演奏会、録音など幅広く演奏活動を行った。

## 略歴
- 1957年 - 新潟県立直江津高等学校卒業、ピアノを中井ソノに師事。
- 1962年 - 東京芸術大学音楽学部器楽科卒業。同時にトロンボーン奏者として読売日本交響楽団に入団。
- 1964年 - 東京芸術大学専攻科修了。トロンボーンを山本正人、指揮を金子登に師事。この後、桐朋学園大学において、指揮法を齋藤秀雄に師事。
- 1967年 - 民主音楽協会主催東京国際音楽コンクール指揮部門で奨励賞を受賞。同コンクールでは1970年に再度奨励賞、1973年には1位なしの2位入賞を果たす。
- 1970年 - 読売日本交響楽団を退団。
- 1972年 - 東京佼成ウインドオーケストラ常任指揮者。
- 1975年 - ベルリン芸術大学に留学。カラヤンアカデミーにおいて指揮を学ぶ。
- 1976年 - 二期会合唱団常任指揮者。
- 1983年 - 東京吹奏楽団常任指揮者。
- 1999年 - 日本吹奏楽学会第9回日本吹奏楽アカデミー賞（演奏部門）受賞。
- 2009年 - 東京吹奏楽団名誉指揮者。
- 2011年 - 東京音楽大学名誉教授。
- 2025年 - 肺炎のため東京都の病院で死去[2][3]。86歳没。